# Jemen na Letnich Igrzyskach Olimpijskich 2008
Jemen na Letnich Igrzyskach Olimpijskich 2008 reprezentowało 5 sportowców - 4 mężczyzn i 1 kobieta. Żaden z zawodników nie zdobył medalu.

## Lekkoatletyka
Mężczyźni
| Zawodnik           | Konkurencje | Runda 1 | Runda 1 | Runda 2 | Runda 2 | Półfinał              | Półfinał              | Finał                 | Finał                 |
| Zawodnik           | Konkurencje | Wynik   | Poz.    | Wynik   | Poz.    | Wynik                 | Poz.                  | Wynik                 | Poz.                  |
| ------------------ | ----------- | ------- | ------- | ------- | ------- | --------------------- | --------------------- | --------------------- | --------------------- |
| Mohammed Al-Yafaee | 800 m       | 1:54.82 | 56      |         |         | → Nie awansował dalej | → Nie awansował dalej | → Nie awansował dalej | → Nie awansował dalej |

Kobiety
| Zawodniczka   | Konkurencje | Runda 1 | Runda 1 | Runda 2                | Runda 2                | Półfinał               | Półfinał               | Finał                  | Finał                  |
| Zawodniczka   | Konkurencje | Wynik   | Poz.    | Wynik                  | Poz.                   | Wynik                  | Poz.                   | Wynik                  | Poz.                   |
| ------------- | ----------- | ------- | ------- | ---------------------- | ---------------------- | ---------------------- | ---------------------- | ---------------------- | ---------------------- |
| Waseelah Saad | 100 m       | 13.60   | 78      | → Nie awansowała dalej | → Nie awansowała dalej | → Nie awansowała dalej | → Nie awansowała dalej | → Nie awansowała dalej | → Nie awansowała dalej |

## Gimnastyka

### Gimnastyka artystyczna
Mężczyźni
| Zawodnik          | Konkurencja | Ćwiczenia     | Ćwiczenia       | Ćwiczenia    | Ćwiczenia | Ćwiczenia           | Ćwiczenia | Kwal.   | Kwal. | Finał               | Finał               |
| Zawodnik          | Konkurencja | Skoki         | Ćw. na podłodze | Koń z łękami | Kółka     | Poręcze symetryczne | Drążki    | Łącznie | Poz.  | Łącznie             | Poz.                |
| ----------------- | ----------- | ------------- | --------------- | ------------ | --------- | ------------------- | --------- | ------- | ----- | ------------------- | ------------------- |
| Nashwan Al-Harazi | Wielobój    | 15.400 15.250 | 13.250          | 12.525       |           |                     |           | 41.175  | 81    | Nie awansował dalej | Nie awansował dalej |

## Judo
Mężczyźni
| Zawodnik     | Konkurencje | Eliminacje | 1/32                           | 1/16                | Ćwierćfinały        | Półfinały           | Pierwszy repasaż Runda | repasażowa Ćwierćfinały | repasażowe Półfinały | Finał               |
| Zawodnik     | Konkurencje | Wynik      | Wynik                          | Wynik               | Wynik               | Wynik               | Wynik                  | Wynik                   | Wynik                | Wynik               |
| ------------ | ----------- | ---------- | ------------------------------ | ------------------- | ------------------- | ------------------- | ---------------------- | ----------------------- | -------------------- | ------------------- |
| Ali Khousrof | −60 kg      |            | Rusłan Kiszmakow L 0000 / 0200 | Nie awansował dalej | Nie awansował dalej | Nie awansował dalej | Nie awansował dalej    | Nie awansował dalej     | Nie awansował dalej  | Nie awansował dalej |

## Pływanie
Mężczyźni
| Zawodnik             | Konkurencje          | Kwal. | Kwal. | Półfinał              | Półfinał              | Finał                 | Finał                 |
| Zawodnik             | Konkurencje          | Wynik | Poz.  | Wynik                 | Poz.                  | Wynik                 | Poz.                  |
| -------------------- | -------------------- | ----- | ----- | --------------------- | --------------------- | --------------------- | --------------------- |
| Abdulsalam Al Gadabi | 50 m stylem dowolnym | 30.63 | 94    | → Nie awansował dalej | → Nie awansował dalej | → Nie awansował dalej | → Nie awansował dalej |